# Cyrtandra holodasys
Cyrtandra holodasys är en tvåhjärtbladig växtart som beskrevs av Friedrich Anton Wilhelm Miquel. Cyrtandra holodasys ingår i släktet Cyrtandra och familjen Gesneriaceae. Inga underarter finns listade i Catalogue of Life.